# Venice Boulevard

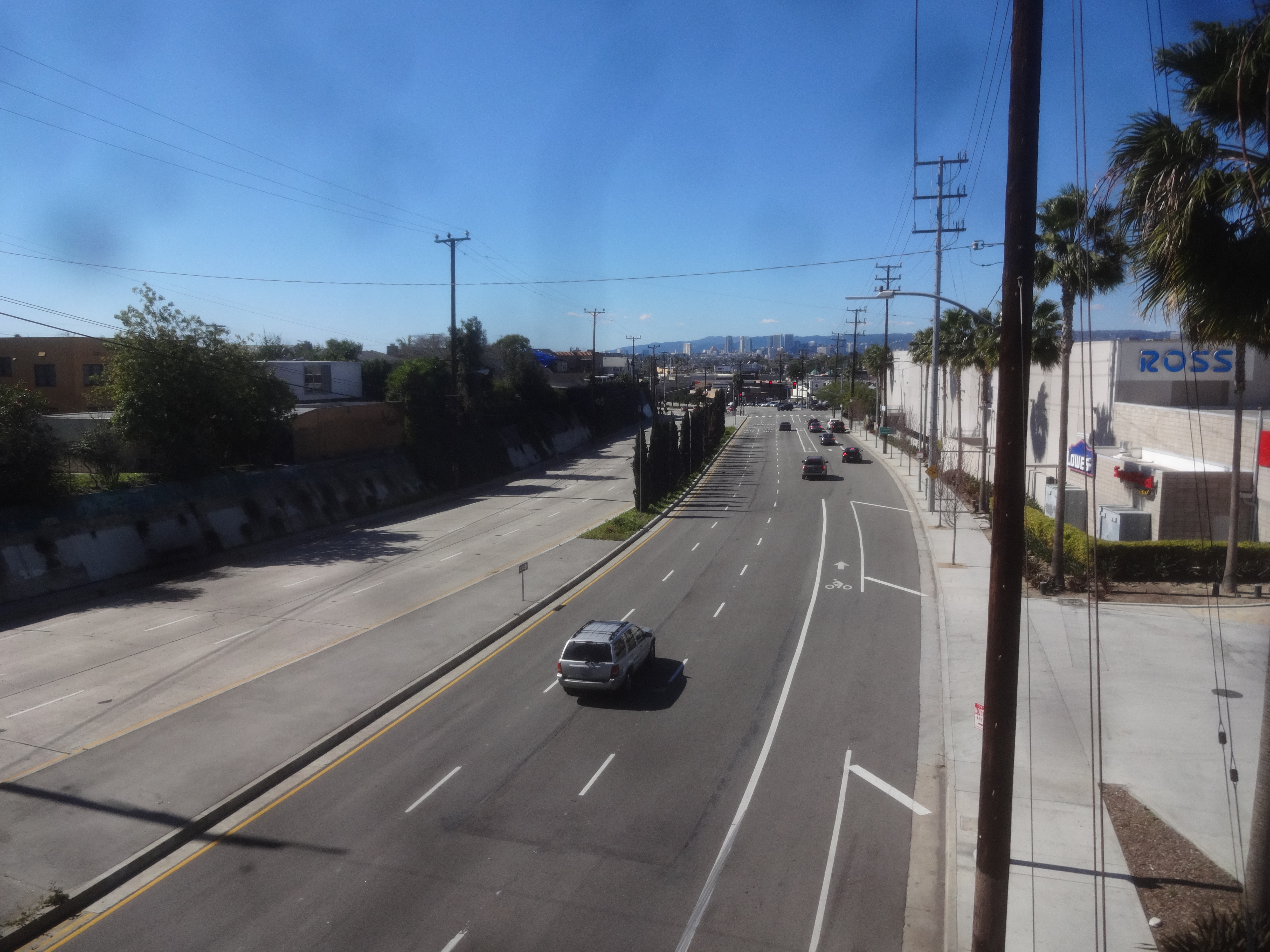
Venice Boulevard in Los Angeles, nahe Midtown Crossing. Von rechts mündet der San Vincente Boulevard, von links Vineyard Avenue ein.

Der Venice Boulevard ist eine von Downtown Los Angeles nach Venice führende Straße in Los Angeles.

## Geschichte
Der Ursprung der Straße war eine 1903 vollendete Straßenbahnverbindung, die Los Angeles mit Venice im Westen verband. Diese Venice Short Line wies abzweigende Nebenstrecken auf, die heute der San Vicente Boulevard und der Culver Boulevard sind. Dieser Ursprung erklärt den leicht mäandernden heutigen Straßenverlauf des Venice Boulevard. Der erste Abschnitt der Linie von Hill Street im heutigen Downtown bis Vineyard wurde 1897 durch die Pasadena & Pacific Railway Company vollendet. 1902 wurde die Linie in Richtung Beverly Hills verlängert, dem heutigen San Vincente Boulevard. Die Los Angeles Pacific Railroad als Nachfolgerin der Pasadena & Pacific Railway verlängerte die Hauptlinie von Vineyard bis Ocean Park, 1903 wurde der Abschnitt bis zum Rathaus von Venice verlängert. Diese Linie entwickelte sich rasch zur Hauptverbindung zwischen Los Angeles und dem Erholungsort am Pazifik. An der Haltestelle Culver City-Palms Pacific Electric Station oder kurz Culver City Station zweigte die Redondo Line ab und folgte dem heutigen Culver Boulevard. Diese Verkehrsanbindung förderte erheblich das Wachstum von Culver City. Dasa Gebäude der Station wurde für verschiedene Filmaufnahmen genutzt. Die Ivy Substation gehört heute zum Medien-Park in Culver City und ist eine National Landmark. War neben den ebenerdigen Schienen zunächst nur ein unbefestigter Weg, wurden später gepflasterte Straßen von Immobilienunternehmen gebaut. Nach dem Ende der elektrischen Straßenbahnen in Los Angeles wurden Schienen und Oberleitungen entfernt und der heutige Boulevard entstand.

## Öffentlicher Personennahverkehr
Der Venice Boulevard wird durch die Buslinie 33 und die Schnellbuslinie 733 bedient. An der Culver City Station besteht Anschluss an die Expo Line der Los Angeles Metro Rail, die von Downtown Los Angeles bis nach Santa Monica führt.

## Sehenswürdigkeiten
Das Gebäude der Venice High School liegt nahe der Kreuzung mit der Walgrove Avenue. Die Loyola High School nahe der Kreuzung mit der Vermont Avenue und der Angelus-Rosedale Friedhof befinden sich auch an der Straße im Stadtteil Pico-Union. Am Venice Boulevard in der Nähe der Station der Expo-Linie liegt das Gebäude der ehemaligen Helms Bakery. Das 1930 im Stil der Zig-Zag-Moderne errichtete Gebäude war eine bis 1969 bestehenden Großbäckerei, die unter anderem die Olympischen Spiele 1932 mit Gebäck belieferte. Das Gebäck von Helms war daher als "Olympisches Brot" bekannt. 1997 wurde der Gebäudekomplex als Landmark der Stadt Culver City ausgewiesen. Weiter westlich findet sich das Museum of Jurassic Technology.